# Ruzajevka
Ruzajevka (rusky Рузаевка, mokšansky Орозай – Orozaj, erzjansky Оразай ош – Orazaj oš) je město v Mordvinsku v Ruské federaci. Při sčítání lidu v roce 2010 měla sedmačtyřicet tisíc obyvatel.

## Poloha
Ruzajevka leží na Insaru, pravém přítoku Alatyru v povodí Volhy. Od Saransku, hlavního města republiky, je vzdálena přibližně pětadvacet kilometrů jihozápadně.

## Dějiny
Ruzajevka byla založena v roce 1631 jako vesnice jménem Urazajevka. Od roku 1783 je označována Ruzajevka. Rozkvět nastává od roku 1893, kdy byla přes vesnici postavena železniční trať. Ta se krátce na to stala součástí původní trasy Transsibiřské magistrály a místní stanice se navíc stala železničním uzlem. Status města získala Ruzajevka v roce 1937.

### Rodáci
- Viktor Grigorjevič Šuvalov (1923–2021), hokejista
- Alexej Vladimirovič Mišin (* 1979), zápasník